# Raymond Domenech
Raymond Domenech (wym. [ʁɛmɔ̃ dɔmɛnɛk]; ur. 24 stycznia 1952 w Lyonie) – francuski piłkarz, a obecnie trener piłkarski. Przez jedenaście lat był selekcjonerem młodzieżowej drużyny narodowej Francji. Od 2004 do 2010 roku był szkoleniowcem dorosłej reprezentacji, z którą wywalczył wicemistrzostwo świata na mundialu 2006.

## Kariera piłkarska
Był piłkarzem ligowym. Przez osiem lat występował w Olympique Lyon, z którym na samym początku kariery w 1973 (w wieku dwudziestu jeden lat) zdobył Puchar Francji. Następne trofeum to mistrzostwo Francji w 1979 z RC Strasbourg. Drugi i ostatni tytuł zdobył z Girondins Bordeaux, w wieku trzydziestu dwóch lat.

## Kariera szkoleniowa
Najpierw przez trzy lata bez większych sukcesów prowadził FC Mulhouse, a w 1988 roku przejął drugoligowy wówczas Olympique Lyon, który w tym samym sezonie wprowadził do pierwszej ligi. W czasie Mistrzostw Świata 1994 był asystentem i doradcą selekcjonera reprezentacji Maroka.
Domenech przez jedenaście lat był selekcjonerem kadry Francja U-21 i to on był pierwszym wychowawcą zawodników, którzy w 1998 roku zdobyli pod wodzą Aimé Jacqueta mistrzostwo świata.

### Selekcjoner reprezentacji Francji
Opinia wybitnego szkoleniowca młodzieży, wielokrotnie potwierdzana zwycięstwami w międzynarodowych turniejach, nie przeszkodziła Domenechowi w objęciu w 2004 roku sterów dorosłej reprezentacji. Mimo iż jego wybór przyjęto we Francji dość chłodno, to już w pierwszym roku swojej pracy udowodnił, że ma swoją wizję drużyny i nie boi się niepopularnych ruchów. Pod koniec 2004 roku dyscyplinarnie usunął z kadry Roberta Pirèsa, w pewnym momencie zmienił także dotychczasowego pierwszego bramkarza Bartheza na Grégory'ego Coupeta. Eliminacje do Mundialu Francuzi zakończyli wprawdzie na pierwszym miejscu, ale wielu obserwatorów krytykowało styl ich gry. Domenech, który początkowo opowiadał się za odmłodzeniem reprezentacji, w pewnym momencie musiał ponownie zaprosić do kadry weteranów Zinedine'a Zidane'a, Liliana Thurama i Claude'a Makélélé, którzy zakończyli reprezentacyjne kariery po Euro 2004. Na mistrzostwach świata Francuzi, którzy mieli najstarszą drużynę ze wszystkich "32", wbrew przedmundialowym prognozom doszli aż do finału, w którym po rzutach karnych przegrali z Włochami. Domenech połączył doświadczenie i rutynę zawodników z pokolenia zwycięzców Coupe du monde 1998 (Barthez, Zidane, Thuram, Henry, Vieira) z młodością i świeżością Francka Ribéry'ego (który został uznany za jedno z największych odkryć turnieju), Erica Abidala i Florenta Maloudy. W drodze do meczu finałowego Trójkolorowi pokonali m.in. Hiszpanię, Brazylię i Portugalię.
Po nieudanych dla reprezentacji Francji Mistrzostwach świata w RPA zmuszono go do rezygnacji z posady selekcjonera. 17 listopada 2010, na zasadzie wolontariatu, Raymond Domenech rozpoczął pracę z piłkarzami do lat 11 podparyskiego klubu Athletic Club de Boulogne-Billancourt. W grudniu 2010 wynajął agencję PR, aby broniła jego dobrego imienia. W 2016 roku powrócił do roli trenera i został selekcjonerem kadry Bretanii.
W 2020 został trenerem FC Nantes. 10 lutego 2021 został zwolniony z powodu słabych wyników drużyny.

## Sukcesy
Jako piłkarz
- Puchar Francji 1973 z Olympique Lyon
- Mistrzostwo Francji w piłce nożnej 1979 z RC Strasburg
- Mistrzostwo Francji w piłce nożnej 1984 z Girondins Bordeaux

Jako trener
- awans do I ligi w sezonie 1988–89 z Olympique Lyon
- III miejsce na mistrzostwach świata 1996, ćwierćfinał Igrzysk Olimpijskich 1996, ćwierćfinał mistrzostw świata 2001, wicemistrzostwo Europy 2002, zwycięstwa w towarzyskim turnieju w Tulonie 1997 i 2004 z reprezentacją Francji U-21
- wicemistrzostwo świata 2006 z reprezentacją Francji